# Aphnaeus littoralis
Aphnaeus littoralis är en fjärilsart som beskrevs av Robert H. Carcasson 1964. Aphnaeus littoralis ingår i släktet Aphnaeus och familjen juvelvingar. Inga underarter finns listade i Catalogue of Life.